# Iglesia del Carmen (Faro)
La Iglesia de la Tercera Orden de Nossa Senhora do Monte do Carmo o Iglesia del Carmen (en portugués: Igreja do Carmo) es una iglesia de culto católico ubicada en la ciudad de Faro (Algarve, Portugal). Está clasificado como Bien de Interés Público.

## Historia
La Iglesia del Carmen fue fundada en 1713 por el obispo D. António Pereira da Silva. El padre Frei Manuel da Conceição fue responsable del diseño de la iglesia inicial, donde se estableció la Tercera Orden de Nuestra Señora del Monte do Carmo. Tras el derribo de la fachada inicial y del cuerpo central, a partir de 1747 se construyó un nuevo edificio de mayores dimensiones, del que fue responsable el maestro albañil Diogo Tavares (autor del proyecto arquitectónico y dirección de construcción). Las obras se prolongaron en el tiempo, finalizándose la planta superior en 1755. La torre oeste se terminó en 1878 y la del lado este a principios del siglo XX. La torre oeste tiene un carillón de 9 campanas, realizado por Gregório José da Silva, en 1876, a partir del bronce de las cuatro campanas iniciales.

## Descripción
La iglesia es de una sola nave, con cabecera y cuatro capillas laterales. Es, en conjunto, un buen ejemplo de arquitectura barroca con una fachada con torres simétricas. La portada tiene tres cuerpos. En su interior destacan los revestimientos de azulejos y también las tallas doradas. También destaca la ornamentación de la sacristía y de la casa de despacho, así como la Capilla de los Huesos, adyacente a la iglesia (1816).